# Kujawy (województwo świętokrzyskie)
Kujawy – wieś sołecka w Polsce. położona w województwie świętokrzyskim, w powiecie opatowskim, w gminie Iwaniska.
W latach 1975–1998 miejscowość administracyjnie należała do województwa tarnobrzeskiego.
Przez wieś przechodzi  czerwony szlak turystyczny z Gołoszyc do Piotrowic.

## Części wsi
| SIMC    | Nazwa             | Rodzaj    |
| ------- | ----------------- | --------- |
| 0793868 | Albinów           | część wsi |
| 0793874 | Kolonie Kujawskie | część wsi |
| 0793880 | Podlas            | część wsi |
| 0793897 | Tadysów           | część wsi |

## Historia
Kujawy  w wieku XIX stanowiły wieś i folwark w powiecie sandomierskim, gminie  Górki, parafii Iwaniska. Według spisu miast, wsi, osad Królestwa Polskiego z 1827 r. było tu 16 domów 112 mieszkańców. W roku 1883 - 19 domów i 126 mieszkańców, 514 mórg ziemi dworskiej i 135 mórg włościańskich. 
Folwark Kujawy w 1874 r. oddzielony został od dóbr Konary. 